# 教育的指導!!せんせ〜しょん's
教育的指導!!せんせ〜しょん's（きょういくてきしどう!!せんせーしょんず）は、日本の女性アイドルグループ。プラチナムプロダクション所属者で構成された。
ここでは、本ユニットの前身であるBA5（ビーエーファイブ）およびpersolate（パソラッテ）についても詳述する。

## 概要

### BA5
2010年7月、インターネットプロバイダ「ホワイトサポート」が展開するサービス「ブロードエース」をプロモーションするイメージガールユニットとして結成された。グループ名はBig、Broad、Buzz、Beat、Beauty 5つのBからなるAngelをイメージして付けられた。
ブロードエースの申込件数に応じて幅広く活動することを目的としており、ニコニコ動画とUstreamで水曜19時から『チャンネルBA5』という冠番組を配信したほか、「LOVEMAIL」「YES BROAD ACE」といったオリジナル曲を発表していた。
和泉テルミ、鈴木咲、齊藤夢愛、松本ルナ、仁藤みさきの5人で結成。2011年4月に和泉、松本が卒業。同年5月に古川真奈美、梶原音美が加入した。
2012年4月7日にパセラリゾーツ新宿本店6階の「GRACE BALI」にて行われた『BA5 ラストライブ&トークショー』をもってBA5としての活動は終了。

### persolate
2012年7月、ユニット名をpersolate（パソラッテ）と改め、鈴木、齊藤、仁藤、藤田薫子、辻野泉葉、林あやの、6人のメンバーが確立。8月4日の『TOKYO IDOL FESTIVAL 2012』で初お披露目された。同年10月14日にパセラリゾーツGRANDE渋谷で初ライブを行って以降、ライブを中心に活動し、「go my way」「トリコ」「My Love」といったオリジナル曲を発表していた。

### 教育的指導!!せんせ〜しょん's
改名からわずか9か月後の2013年4月21日、恵比寿LIVE GATEで行われた単独ライブにおいて、persolateは驚くべき変化を遂げることになる。ライブのアンコールでメンバー6人は突如として「聖（セント）プレシャス学園」の「新任教師」に大変身し、ユニット名を変更することを発表。同年5月26日、Shibuya O-EASTで行われたライブにおいて、公募していたユニット名が「教育的指導!!せんせ〜しょん's」に決定した。
コンセプトは「教育的指導型アイドル」。ユニット名変更に伴いかながわIQがプロデューサーに就任。ライブに登場する際は「聖プレシャス学園の校長」を名乗っている。活動の目的としてイジメ問題や体罰問題などにも切り込み、将来は活動で得た資金で恵まれない国に学校を作ることも視野に入れていた。
しかし2014年、BA5時代からのメンバーの1人だった鈴木咲がプラチナムを離れ別事務所へ移籍したことなどもあり、約4年続いたグループ活動は停止という形で終わった。
同じコンセプトを持つ新ユニット「FYT」（ファイト）が同年8月から活動を開始し、かながわIQもユニット制作に関与している。

## メンバー
| 名前                     | 生年月日（年齢）      | 出身地   | 身長  | 担当教科 | 備考                                       |
| ------------------------ | --------------------- | -------- | ----- | -------- | ------------------------------------------ |
| 齊藤夢愛 さいとう ゆあ   | 1988年6月25日（36歳） | 宮城県   | 155cm | 体育     | 日テレジェニック2009                       |
| 仁藤みさき にとう みさき | 1993年3月3日（32歳）  | 神奈川県 | 166cm | 社会     | ミスFLASH2011グランプリ                    |
| 林あやの はやし あやの   | 1993年5月31日（31歳） | 東京都   | 156cm | 理科     | 2012年7月加入 元AKB48研究生（7期生）       |
| 藤田薫子 ふじた かおるこ | 1989年9月12日（35歳） | 福井県   | 158cm | 数学     | 2012年7月加入 元Swallows Wings             |
| 辻野泉葉 つじの みずは   | 1993年2月7日（32歳）  | シカゴ   | 161cm | 英語     | 2012年7月加入 のちにGAZOO Lady、2016年引退 |

### 旧メンバー
| 名前               | 生年月日（年齢）      | 出身地 | 身長  | 担当教科 | 備考 |
| ------------------ | --------------------- | ------ | ----- | -------- | --- |
| 鈴木咲 すずき さき | 1987年11月3日（37歳） | 愛知県 | 165cm | 国語     | BA5結成 - 2014年3月 元2009SUPER GTイメージガール「angelic」 元FUJI★7GIRLsメンバー のちにシネマクトへ移籍 |

BA5
| 名前                       | 生年月日（年齢）      | 出身地   | 身長  | 備考                             |
| -------------------------- | --------------------- | -------- | ----- | -------------------------------- |
| 和泉テルミ いずみ てるみ   | 1987年5月21日（37歳） | 神奈川県 | 167cm | BA5結成 - 2011年4月 のちにpredia |
| 松本ルナ まつもと るな     | 1990年1月23日（35歳） | 奈良県   | 164cm | BA5結成 - 2011年4月 のちにpredia |
| 古川真奈美 ふるかわ まなみ | 1987年6月19日（37歳） | 福岡県   | 164cm | 2011年5月 - BA5終了まで          |
| 梶原音美 かじわら ねみ     | 1994年9月7日（30歳）  | 大分県   | 157cm | 2011年5月 - BA5終了まで          |

## ライブ・イベント
| 公演日              | 公演名                                                  | 会場 | 備考                                                                          |
| ------------------- | ------------------------------------------------------- | --- | ----------------------------------------------------------------------------- |
| 2010年12月22日      | BA5クリスマスパーティー                                 | 新宿御苑前 |                                                                               |
| 2010年12月25日      | 復活!ミニスカポリス×BA5のときめきパトロール番外編vol.11 | パセラリゾーツGRANDE渋谷                                                                                              |                                                                               |
| 2011年4月27日       | BA学園卒業スペシャルライブ                              | THE SPACE OF AKIBA 3021                                                                                               | このライブをもって和泉と松本が卒業                                            |
| 2011年5月28日       | LEAF PROJECT                                            | THE SPACE OF AKIBA 3021                                                                                               |                                                                               |
| 2011年8月7日        | プラチナムフェス                                        | 渋谷マウントレーニアホール                                                                                            | predia、D-Riveも出演                                                          |
| 2011年8月27日・28日 | TOKYO IDOL FESTIVAL2011                                 | フジテレビ湾岸スタジオ屋上“SKY STAGE”（27日） ゆりかもめ・テレコムセンター駅前「滝の広場」内“WELCOME MARQUEE”（28日） | 仁藤はG☆Girlsと兼任                                                           |
| 2011年9月4日        | オンナノコノウタ@morph-tokyo                            | 六本木morph-tokyo |                                                                               |
| 2011年11月13日      | BA5ライブ〜ファンタスティック〜                         | 渋谷DESEO |                                                                               |
| 2011年11月22日      | DRESS AKIBA HALL×LEAF PROJECT                           | DRESS AKIBA HALL |                                                                               |
| 2012年4月7日        | BA5ラストライブ&トークショー                            | パセラリゾーツ新宿本店6F「GRACE HALL」                                                                                | BA5として最後のライブ                                                         |
| 2012年8月4日        | TOKYO IDOL FESTIVAL2012                                 | ゆりかもめ・テレコムセンター駅前「滝の広場」内“WELCOME MARQUEE”                                                       | 12:15 - 12:30枠に出演。 ちなみに直前の12:00 - 12:15枠にはprediaが出演していた |
| 2012年10月14日      | persolateワンマンライブ                                 | パセラリゾーツGRANDE渋谷                                                                                              | 初のワンマンライブ                                                            |
| 2012年11月23日      | GIRLS SPLASH                                            | 池袋RUIDO |                                                                               |
| 2012年12月2日       | ビッグバン〜統一への道〜                                | ディファ有明 | スペシャルサポーターとして参加                                                |
| 2012年12月22日      | persolateクリスマスライブ                               | パセラリゾーツGRANDE渋谷                                                                                              |                                                                               |
| 2013年1月27日       | fun!fan!Presents IDOL COLLECTION Vol.2                  | 渋谷DESEO |                                                                               |
| 2013年4月7日        | Precious Night Vol.2                                    | 恵比寿LIVE GATE |                                                                               |
| 2013年4月21日       | persolate LIVE                                          | 恵比寿LIVE GATE | persolate名義としては最後のライブ                                             |
| 2013年6月29日       | 教育的指導!!せんせ〜しょん'sトークショー                | 柏崎DAMZ | 仁藤・藤田・辻野・林出演。                                                    |
| 2013年6月30日       | 教育的指導!!せんせ〜しょん'sトークショー2               | 柏崎DAMZ | 鈴木・齊藤・藤田・辻野・林出演。                                              |
| 2013年8月22日       | P祭2                                                    | SHIBUYA-AX |                                                                               |
| 2013年9月28日・29日 | 第1回ゆるキャラグルメフェスティバル in YOKOHAMA         | 横浜赤レンガ倉庫広場及び赤レンガパーク                                                                                |                                                                               |
| 2013年11月3日       | ウタ娘スーパーライブ2013冬                              | 新木場STUDIO COAST | 鈴木・藤田が欠席                                                              |

## 出演

### テレビ
- ロンドンハーツ(2013年5月28日、テレビ朝日) - 有吉弘行に進路相談

### ラジオ
- カンムリラジオ(2013年7月 -、ラジオ日本)